# 自治労東京都庁職員労働組合
自治労東京都庁職員労働組合（じちろうとうきょうとちょうしょくいんろうどうくみあい、略称：自治労都庁職（じちろうとちょうしょく））は、東京都庁の一般職職員で構成する全日本自治団体労働組合（自治労）に加盟する単位労働組合である。

## 概要
東京都庁の一般職職員で構成する。後述する歴史的経緯により、全ての支部が都庁職に加盟しており、自治労都庁職の支部は都庁職の支部でもある。自治労都庁職自体は都労連に加盟していないが、全ての支部が加盟している都庁職は、都労連の構成組合である。
名称にもあるように、全日本自治団体労働組合（自治労）に加盟する。なお、東京都庁で他に自治労に加盟する組合は、東京都交通局の東京交通労働組合（東交）、学校事務職員で組織する東京都学校事務職員労働組合（東学）が存在する。

## 歴史
かつて東京都庁の一般職職員の労働組合は、東京都庁職員労働組合（都庁職）の単位で自治労に加盟していたが、1980年代からの労働界再編の中、自治労の内部では、本部系の主流派と、統一労組懇を志向する反主流派が対立していた。以下、都庁職内の勢力は、この自治労における区分で呼称する。都庁職においては、執行部の内、反主流派が主流派を押さえて多数であった。当初は都庁職の執行部を押さえる反主流派が優勢だったが、主流派が巻き返しに成功し、最終的には主流派が反主流派をやや上回る結果となった。これは、自治労本部の総括でも取り上げられた。その後、主流派に繋がる自治労系と、かつて自治労の反主流派であり、1989年に自治労を離脱した自治労連系で、従来の都庁職は中立組合とし、支部ごとに組合員投票をし、上部団体を自治労、自治労連、及びどちらにも属さないかを決定、そして同じ上部団体を選択した支部同士で新しい単組を結成するとする妥結がなされた。そこで、自治労を選択した支部は自治労東京都庁職員労働組合（自治労都庁職）を結成するに至った。2006年には、清掃職員の身分が特別区に移管されたことにより、清掃支部が東京清掃労働組合として独立した。